# Josep Maria Xart i Casanova

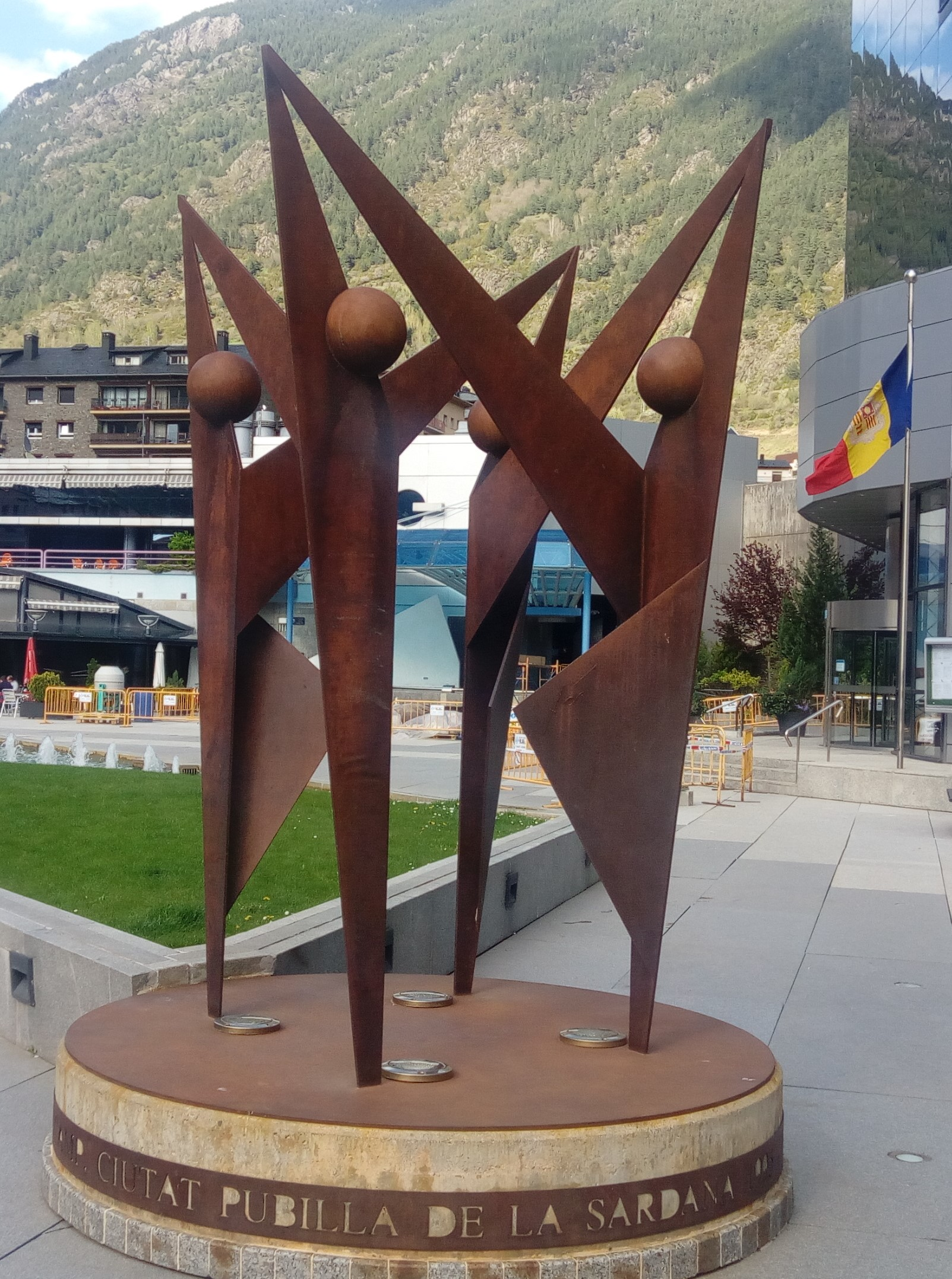
Encamp, ciutat pubilla de la sardana (J.M. Xart)

Josep Maria Xart i Casanova (Barcelona, 11 de maig de 1948 - La Seu d'Urgell, 17 d'octubre de 2006)" L'escultor de l'Alt Urgell" i Organyà, on tenia les arrels familiars. El 1971 va començar a participar en exposicions col·lectives i el 1975 ja va realitzar les seves primeres mostres pròpies a París, Nova York i Sitges. En la seva dilatada carrera artística també va exposar a Andorra, Anglaterra, Argentina, Alemanya i Itàlia, a més a més de continuar-ho fent arreu de Catalunya i d'Espanya.
Entre d'altres guardons, Xart va rebre del Premi de Belles Arts Sant Jordi dels Països Catalans amb l'obra “El gran pensador”. Una de les seves obres més conegudes pel gran públic, però, és l'escultura ‘Gol de Wembley', que presideix l'entrada principal de l'estadi del Futbol Club Barcelona.
L'escultor d'Organyà va començar a integrar-se a la vida cultural de la comarca als anys setanta amb el moviment Comunicació Actual. Els darrers anys de vida, Xart va centrar l'activitat en un obrador de Montferrer, on també tenia vincles familiars.